# تال (منطق)

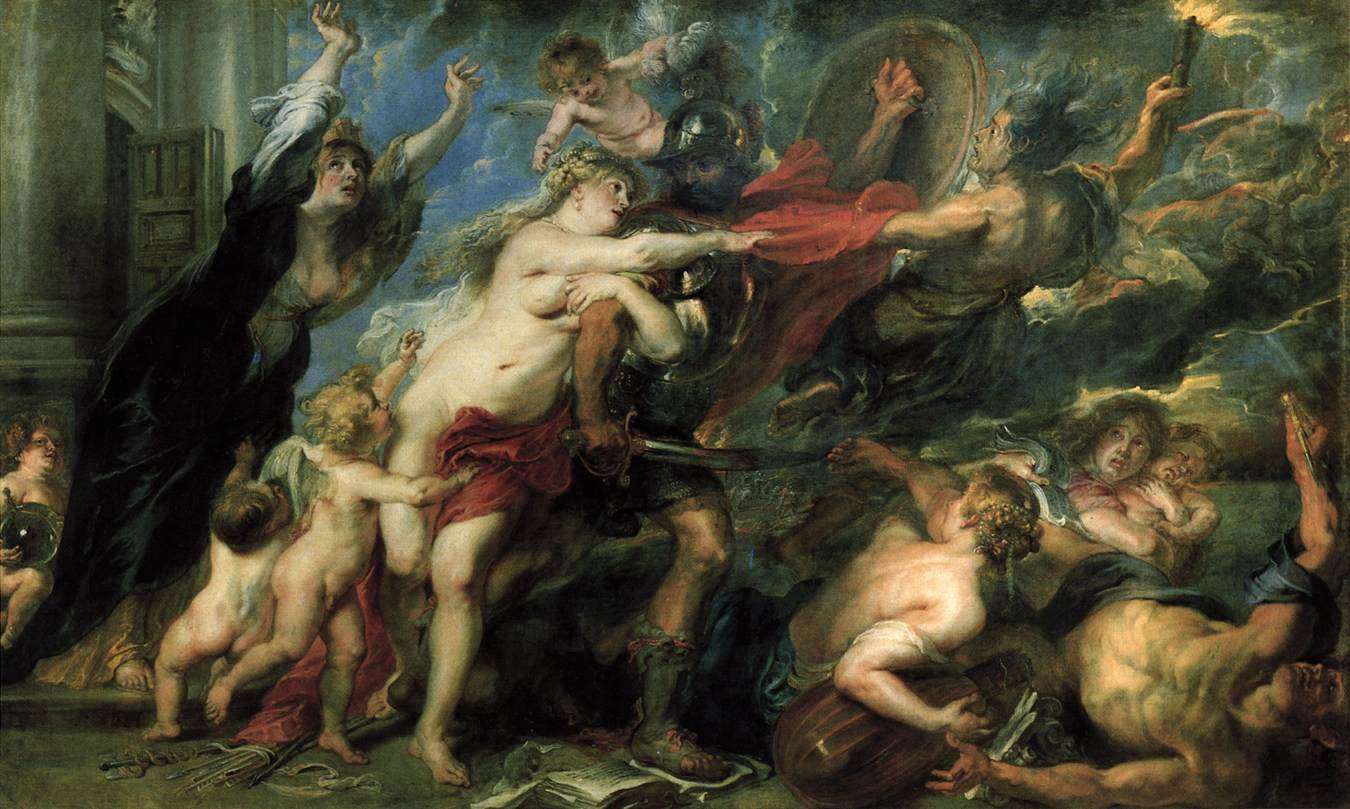

التالي عند المنطقيين هو الجزء الثاني من القضية الشرطية. سمي به لتلوه الجزء الأول المسمى مقدما لتقدمه على الجزء الثاني، فقولنا إن كانت الشمس طالعة من قولنا إن كانت الشمس طالعة فالنهار موجود مقدم وقولنا فالنهار موجود تال.